# Atyphella lewisi
Atyphella lewisi es una especie de insecto coleóptero perteneciente a la familia Lampyridae, es decir una luciérnaga. Fue inicialmente descrita en el año 2000, ubicada en el sudeste de la península del cabo York, en Queensland (Australia).